# کمرن
کمرن (به آلمانی: Kemmern) یک شهر در آلمان است که در بامبرگ واقع شده‌است. کمرن ۲٬۵۸۰ نفر جمعیت دارد.